# Sint-Jan-de-Doperkerk (Sint-Jan-in-Eremo)

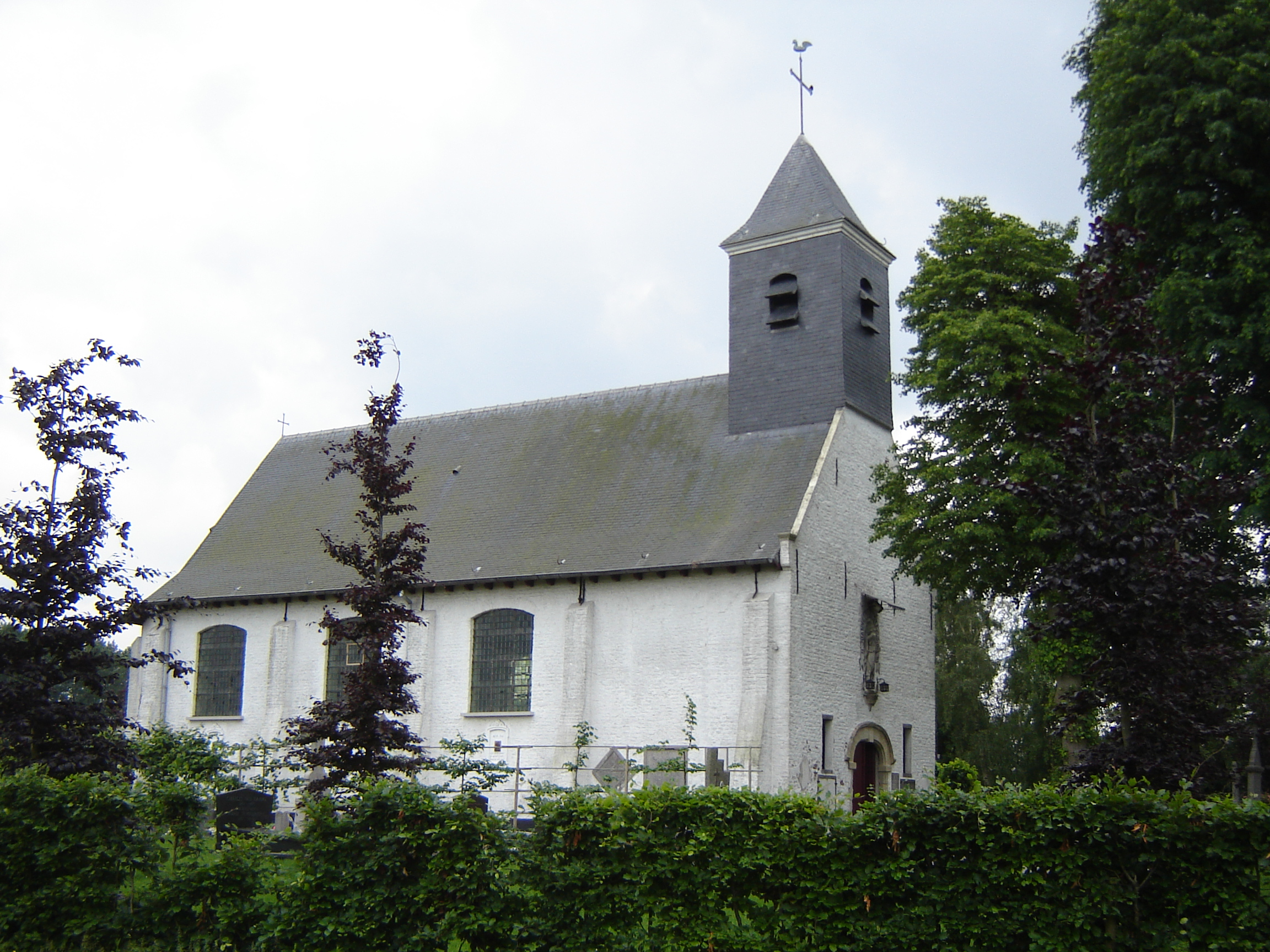
Sint-Jan-de-Doperkerk

De Sint-Jan-de-Doperkerk was de parochiekerk van Sint-Jan-in-Eremo en fungeert in de 21e eeuw als (bedevaart)kapel.

## Geschiedenis

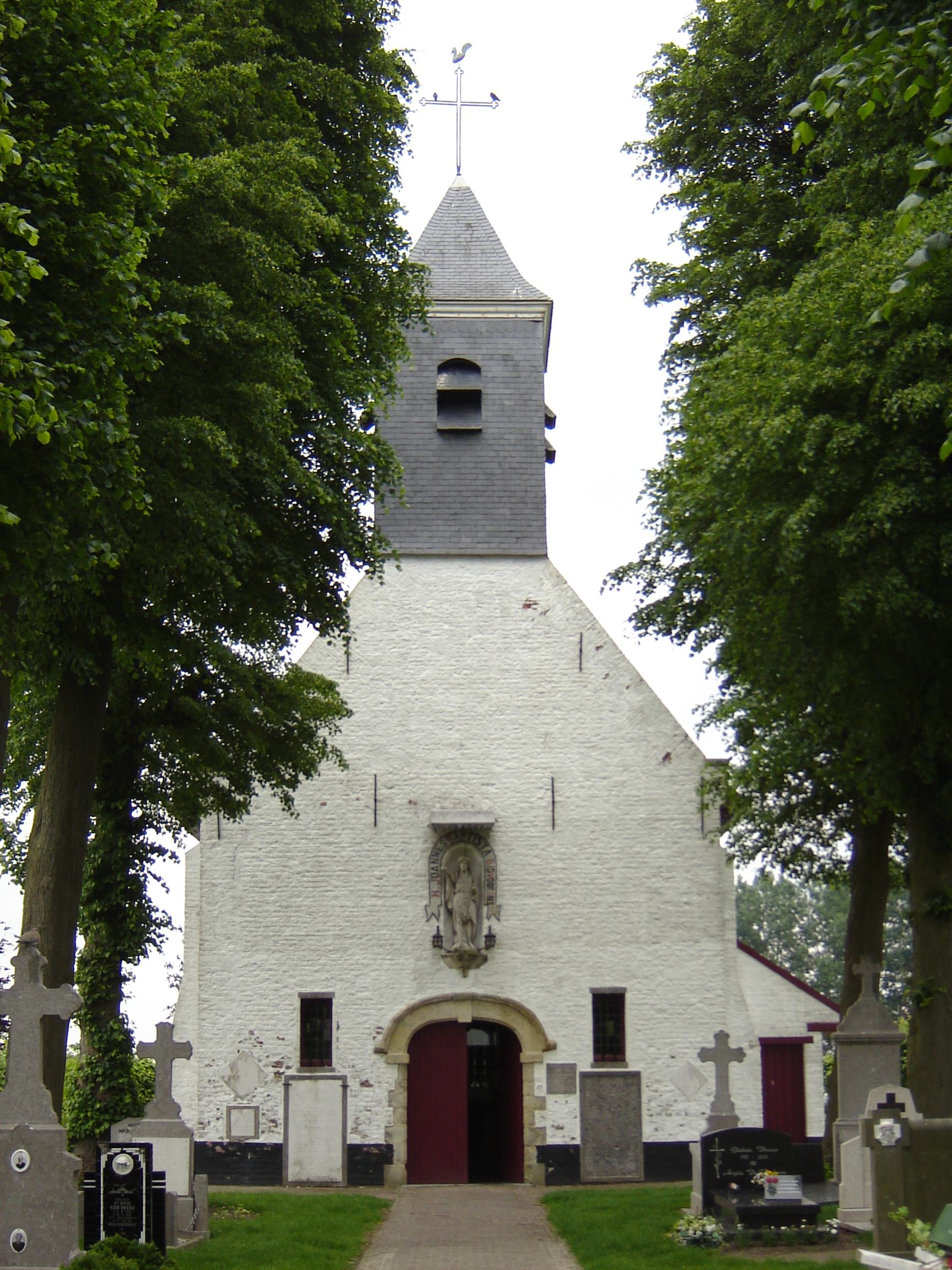
Voorgevel

De Sint-Jansparochie werd voor het eerst schriftelijk vermeld in 1307. Vermoedelijk werd omstreeks dezelfde tijd een eerste parochiekerk opgericht. Deze werd bij een overstroming in 1375-1376 verwoest om in het begin van de 16e eeuw opnieuw te worden gebouwd. Eind 16e eeuw werd deze kerk beschadigd tijdens de godsdiensttwisten en in 1652 wederom verwoest door overstroming en storm.
In 1682 werd een nieuwe kerk gebouwd en hetzelfde jaar werd deze kerk eveneens door overstroming beschadigd. Nadat herstel plaatsvond in 1683-1684 was het huidige kerkje tot stand gekomen. Veel materiaal van dit bakstenen kerkje was afkomstig van zijn voorgangers. Tegenwoordig zijn een aantal oude grafstenen in de voorgevel van het kerkje gemetseld.

## Interieur
Het eenbeukig kerkje heeft een interieur in barok- en rococostijl. Zo dateert het rococo-stucwerk van 1774. Het hoogaltaar is een portiekaltaar van in marmermotief geschilderd hout. Het is gemaakt door Hendrik Hagheman en dateert van 1699. Het bevat een schilderij dat Maria met kind voorstelt. Het tabernakel is uit het eind van de 18e eeuw.
De communiebank door Hendrik Hagheman (1704) heeft in het middendeel drie pilastertjes met allegorische voorstellingen van geloof, hoop en liefde. Ook de preekstoel uit 1699 is van Hagheman. De vrouwelijke figuur onder de kuip is een allegorie op het geloof. Op de kuip zijn voorstellingen die betrekking hebben op het leven van Johannes de Doper. Op het klankbord zijn drie paneeltjes aangebracht die Maria met Kind, Sint-Jozef en Sint-Janneke voorstellen. Een der biechtstoelen is voorzien van versieringen als vruchtentrossen en bloemen, een eekhorentje en een slang. De andere biechtstoel, die een medaillon bevat dat Sint-Petrus voorstelt, werd in 1742 vervaardigd door Pieter van Herreweghe.
Onder het orgel zijn een vijftal 18e-eeuwse schilderijen opgehangen waarvan het middelste Christus als Salvator Mundi voorstelt en ook het wapenschild en kwartierstaat van pastoor Van den Foreeste toont. Links en rechts hangen schilderijen die de vier evangelisten voorstellen.
De parochie heeft een monstrans uit 1725 en een zilveren reliekhouder (1775-1776) van Sint-Jan. Beide zijn gemaakt door Pieter De Thieu.

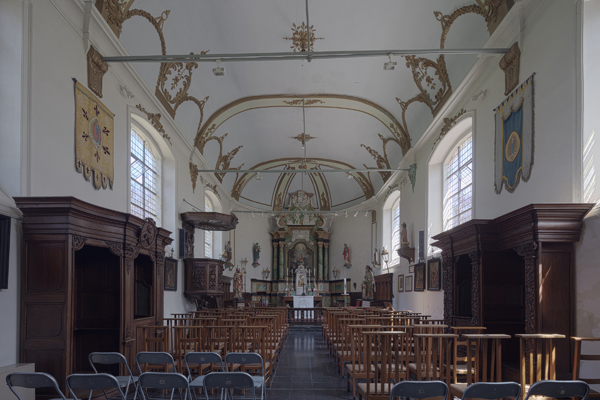
Interieur (overzicht)
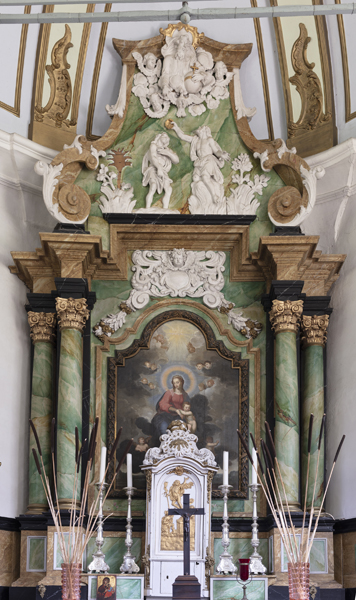
Hoogaltaar (Hendrik Hagheman)
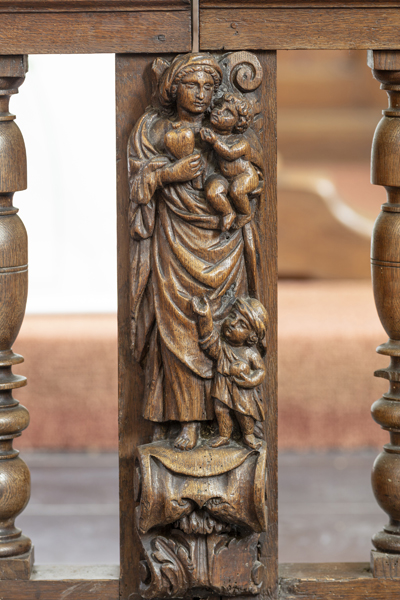
Communiebank met allegorie van de liefde
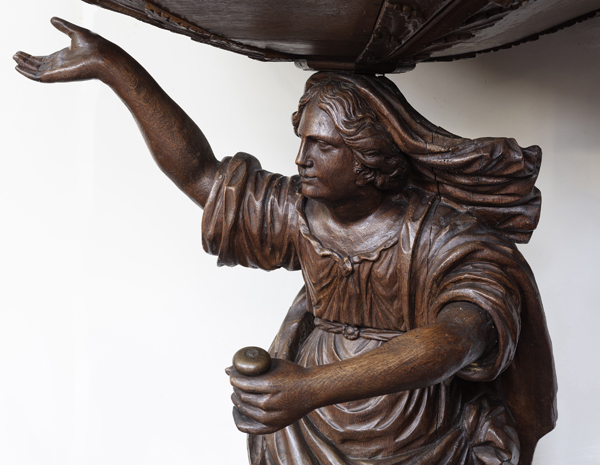
Preekstoel met allegorie op het geloof
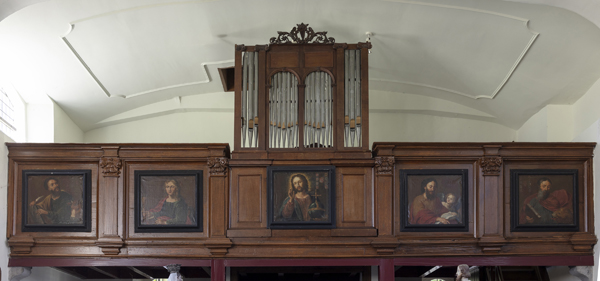
Orgel met daaronder o.m. Salvator Mundi

## Heden
Het schilderachtig kerkje fungeert niet meer als parochiekerk. Missen worden opgedragen in de Sint-Eligiuskerk te Bentille, die overigens als dochterkerk vanuit Sint-Jan-in-Eremo is gesticht.
Omstreeks 24 juni, de feestdag van Johannes de Doper, vinden bedevaarten plaats, waarbij de zegen wordt gegeven met de in deze kerk bewaarde Sint-Jansreliek. Vroeger was het een druk bedevaartsoord. In de 21e eeuw wordt een ommegang gemaakt waarbij zeven staties worden aangedaan waarbij voor een bepaalde intentie wordt gebeden.